# 유패 (동창절후)
유패(劉霸, ? ~ ?)는 전한 후기의 제후로, 청하강왕의 증손이다.

## 행적
아버지 유친의 뒤를 이어 동창후(東昌侯)에 봉해졌다.
시호를 절이라 하였고, 작위는 아들 유조가 이었다.

## 출전
- 반고, 《한서》 권15하 왕자후표 下

| 선대 아버지 동창경후 유친 | 전한의 동창후 ? ~ ? | 후대 아들 유조 |